# فيل غاردنر
فيل غاردنر (بالإنجليزية: Phil Gardner)‏ هو صحفي بريطاني، ولد في 29 يوليو 1973.